# Ernst Hiestand
Ernst Hiestand-Mathis (* 16. September 1935 in Zürich; † 16. Oktober 2021  ebenda) war ein Schweizer Grafiker und Grafikdesigner, visueller Gestalter und Designberater, spezialisiert auf Gebrauchsgrafik.

## Leben und Werk

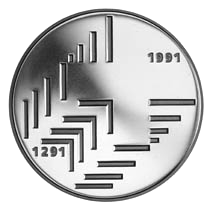
Die erste 20-Franken-Gedenkmünze der Schweiz wurde von Ernst Hiestand für das Jubiläum 700 Jahre Eidgenossenschaft (1991) entworfen.

Ernst Hiestand machte seine Ausbildung zum Grafiker an der Schule für Gestaltung in Zürich. Er bildete sich in Paris weiter. Ab 1960 hatte er ein eigenes Studio in Zürich. Er betrieb Visuelle Gestaltung, Packungsgestaltung, Ausstellungsgestaltung und Produktgestaltung.
Hiestand war Leiter der Fachklasse für Grafik der Schule für Gestaltung Zürich. Er war Gastdozent an der Hochschule für Gestaltung Ulm, an der Allgemeinen Gewerbeschule Basel und an der Kunstgewerbeschule Luzern.
Mit der Grafikerin Ursula Hiestand, mit der er damals auch verheiratet war, unterhielt er von 1960 bis 1980 eine Ateliergemeinschaft und die Designpartnerschaft Ernst + Ursula Hiestand.
Hiestand war Mitglied der Alliance Graphique Internationale AGI und Präsident der Schweizer Sektion und Vorsitzender der Eidgenössischen Fachkommission zur Anerkennung von Höheren Schulen für Gestaltung und führendes Mitglied anderer Fachverbände.
1972 wurden die Entwürfe für neue Banknoten der Schweizerischen Nationalbank auf der Documenta 5 in Kassel in der Abteilung Parallele Bildwelten: Gesellschaftliche Ikonographie gezeigt.
Hiestand erhielt zahlreiche nationale und internationale Preise für Produktgestaltungen, Ausstellungs- und Verpackungsgestaltungen, Plakate, Inserate und Prospekte. Er führte von 1981 bis 2011 ein Studio für Design-Beratung und Visuelle Gestaltung in Zollikon.
Er starb im Oktober 2021 im Alter von 86 Jahren in einem Pflegeheim in Zürich.